# Tokio (Dakota del Nord)
Tokio è un'area non incorporata degli Stati Uniti d'America della contea di Benson nello Stato del Dakota del Nord. Si trova nella parte sud-orientale della contea, sulla Spirit Lake Indian Reservation. Si trova a sud-est della città di Minnewaukan, il capoluogo della contea di Benson. Anche se non è incorporata, ha un ufficio postale con lo ZIP code 58379.

## Storia
Tokio fu fondata nel 1906 come stazione lungo la Great Northern Railway. L'ufficio postale fu aperto nel 1907 ed è in funzione ancora oggi. Un funzionario della ferrovia scelse il nome Tokio, dalla parola locale in dakota indiano to-ki che significa "dono di grazia". Tuttavia, alcuni credono che deve il suo nome alla città di Tokyo, la capitale del Giappone.